# 진 라포인티
진 라포인티(Jean Lapointe, 1935년 12월 6일 ~ 2022년 11월 18일)는 캐나다의 배우, 정치인이다.

## 출연

### 영화
- 스노우 앤 애쉬스 (2010년)
- 비명 (2010년)
- 네버 투 레잇 (1997년)
- 사진사 J.A. 마르땡 (1977년)
- 안젤라 (1977년)
- 라 폼, 라 꿰에레 페핀 (1974년)
- 더 오더 (1974년) - 글레르몽 부드로 역
- 자유 부인 (1970년)